# 蓋恩山
蓋恩山（英語：Mount Guyon）是南極洲的山峰，位於奧次地，處於德塞申冰川西岸，海拔高度2,541米，是沃倫山脈的最高點，由英聯邦探險隊命名，現時由南極條約體系管理。